# Rodadits de bassa
El rodadits de bassa (Gomphus pulchellus) és una espècie d'odonat anisòpter de la família Gomphidae present a la península Ibèrica, incloent-hi Catalunya.

## Descripció
Aquest gòmfid esvelt de coloració negra i groga verdosa, mesura de 47 a 50 mm de llarg i, a diferència d'altres espècies de gòmfids, el seu l'abdomen no s'eixampla en forma de maça en els segments S8 i S9.
Vola des de mitjans de primavera fins a mitjans d'estiu. Fa la posta sobre la superfície de l'aigua. Les nimfes es desenvolupen en el fang del fons del llac o riu. Als 4 o 5 anys l'adult emergeix de la nimfa.

## Hàbitat
Aquestalibèl·lula està generalment present en aigües de poc corrent o estancades, com els rius de les terra baixa, els aiguamolls, els estanys recreatius o piscícoles, els canals i les aigües estancades.

## Distribució
Endèmica del sud-oest d'Europa (del sud d'Espanya al nord d'Alemanya), el Rodadits de bassa s'ha estès cap al nord i l'est des del Rhin fins a l'Elba aproximadament.
És una espècie present a Catalunya i a la península Ibèrica.

## Estatus
Està amenaçat per la contaminació de l'aigua, la neteja freqüent dels marges o l'abundància de peixos en la seva zona.

## Galeria

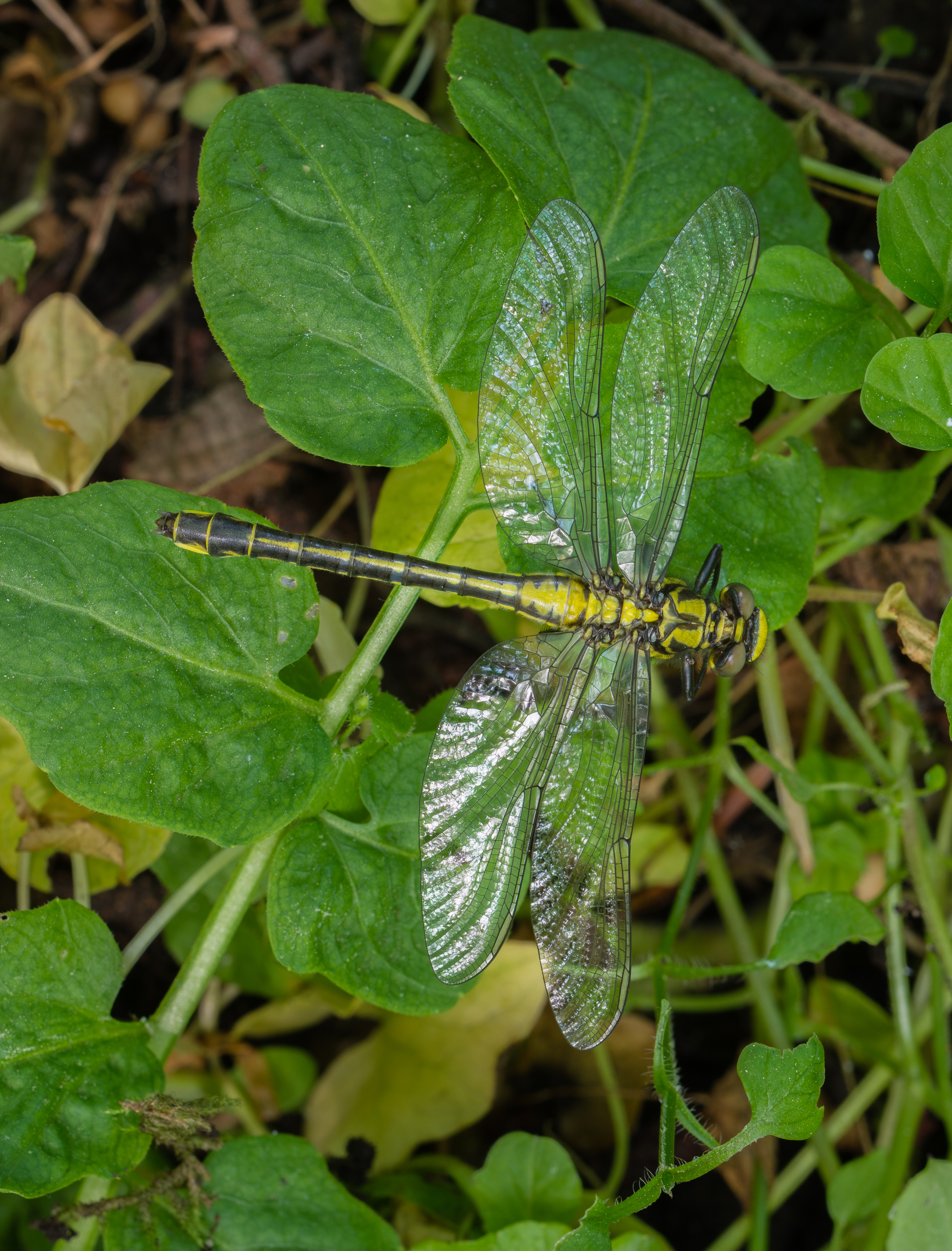
Mascle
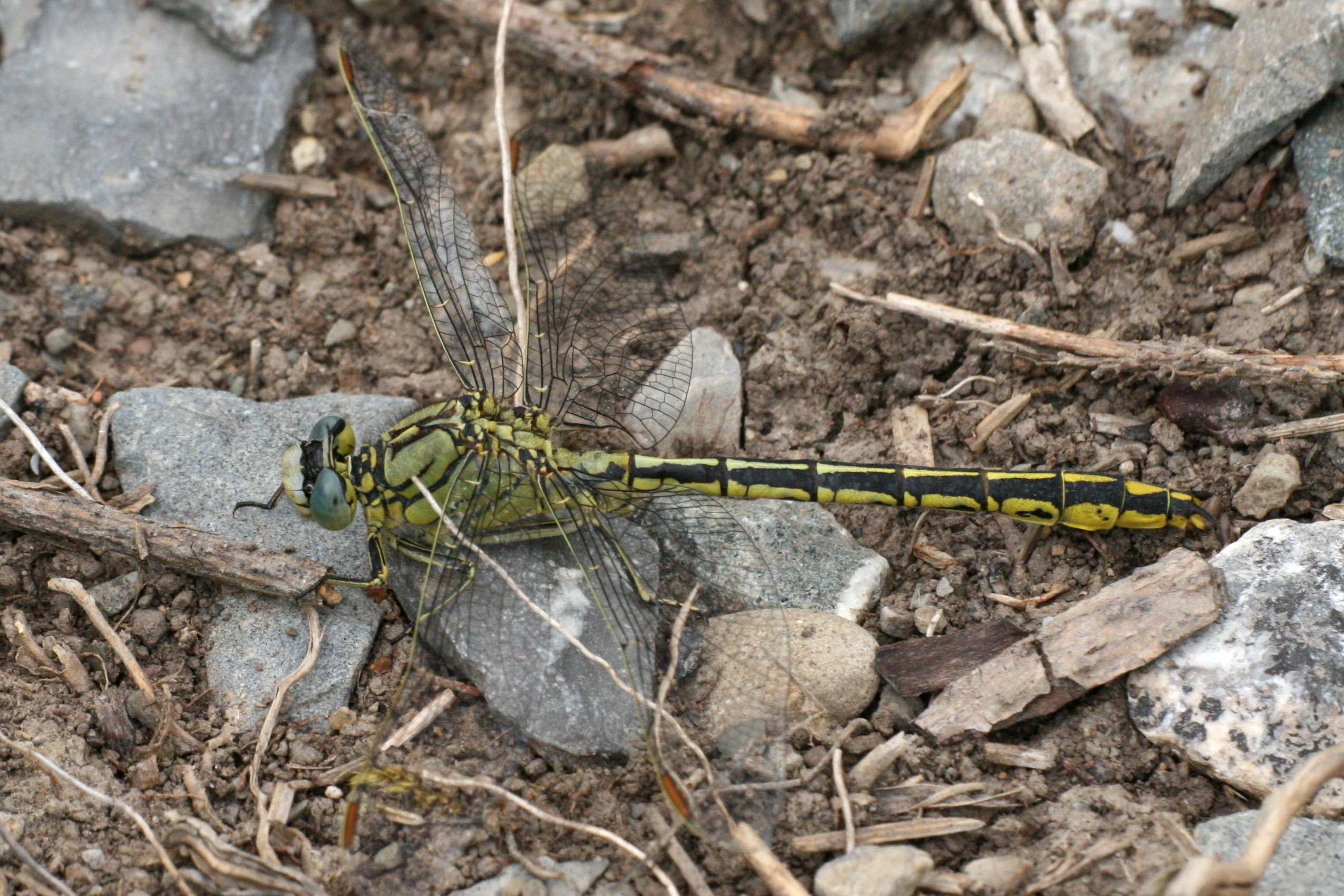
Mascle
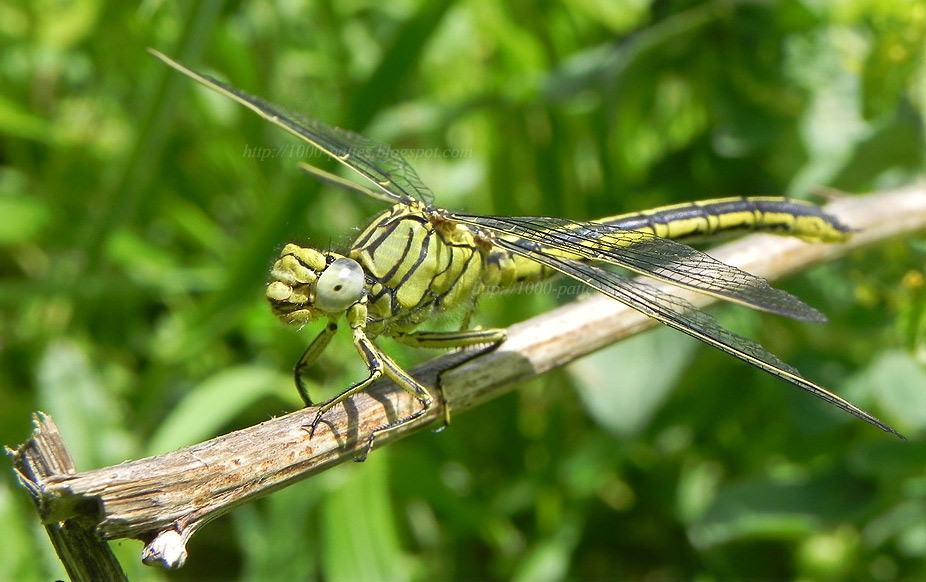
Femella
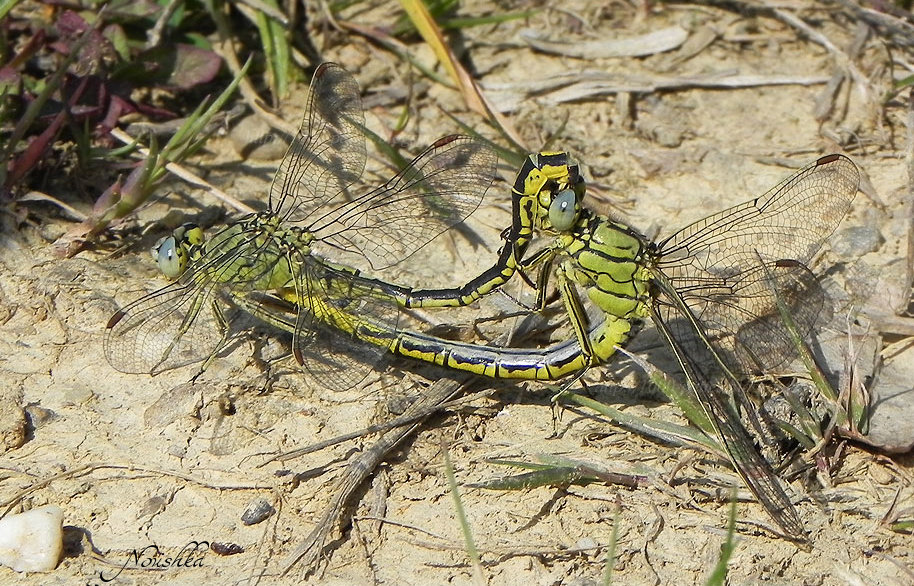
Aparellament